# 巴士迷懷疑偷駕巴士短片事件
巴士迷懷疑偷駕巴士短片事件，由2009年6月18日於YouTube流傳一段短片開始：一名懷疑是不良巴士迷，於旺角東站公共運輸交匯處內駕駛巴士，並有人在旁指示。該短片在2009年6月20日經有線電視新聞報道後，於多個巴士迷討論區熱烈討論。雖然有關片段已於6月20日晚上被上傳者刪除，但已有網民複製其影片並上載，不少網民對事件表示會推上報，終於在2009年6月21日，於《明報》、《星島日報》、《東方日報》、《太陽報》及《蘋果日報》等香港報章上報。

## 事件詳情
該短片由一名網民於YouTube上傳一段約45秒的短片，內容為數名巴士迷，懷疑於深夜潛入港鐵旺角東站公共運輸交匯處，偷走一輛巴士在總站內兜圈。
短片估計由車上同行友人拍攝。據畫面所見，巴士車箱內有人高呼一聲「行啦」，該名戴鴨舌帽、穿T恤的青年，隨即駕駛巴士約八秒鐘駛出總站，然後向右轉，懷疑青年未熟巴士軚盤操作，顯得「笨手笨腳」；他更以交叉手轉彎，令巴士相當貼近路邊十分驚險。身旁一名男人隨即大叫「你唔好咁激」，另外一名男子即連忙提點「攞、攞、攞」，教導青年扭軚，並不時提醒青年「回多啲」、「夠啦！」等技巧，估計除了駕駛者，車上至少另有兩人。
汽車交通運輸業總工會（簡稱汽總）九巴分會理事麥錦添表示，從駕駛者的坐姿及「扭軚盤的姿勢」，加上緊張又不懂得看倒後鏡，均反映他完全沒有駕駛巴士經驗。
事件曝光後，原有片段被發放者刪除，但已被其他網民複製多個拷貝放上網或重新上載至YouTube。

## 外界反應

### 傳媒報道
該事件片段在2009年6月20日的有線電視新聞台，以《新聞最前線》作頭條報道，報道謂有九龍巴士車長看過片段，表示駕駛者的駕駛技術，並非一般車長般純熟，甚至出現「風琴腳」。九巴並呼籲市民切勿以身試法。
到了2009年6月21日，《明報》、《星島日報》、《東方日報》、《太陽報》及《蘋果日報》等香港報章均有報道此事件。

### 巴士車長反應
汽總九巴分會主任林順平表示，如果沒有車匙多數不能啟動巴士，車長應把車匙跟身，以免被人取得車匙啟動巴士。工會建議九巴設立指引要求車長停車時須車匙跟身。
同會的第一副主席鍾健華表示，不排除少數人會把鑰匙留在車上。他說，在成為巴士車長前，要先接受兩星期的訓練，考取17號駕駛巴士的牌照，然後要再接受多兩星期的訓練，才可駕駛巴士載客。在最初3至6個月，見習車長只能駕駛較簡單的路線，而訓練時間一般在晚上11時前進行。他懷疑事件中有人對九巴運作十分熟悉。
《蘋果日報》則引述消息指，香港三間巴士公司的巴士在收車後，車門都沒有上鎖，只需按動車門旁的緊急掣就可開門。司機在收車後雖會取走巴士的車匙，但巴士車匙屬「百搭匙」，一條匙可啟動所有型號巴士，故不排除有現職或離職司機，自行複製後備匙給外人使用。

### 網民反應
據《特區聯合交通網》網主檸少估計，一名叫「LE9821」的巴士迷網民可能涉及此事件：因為他在HKiTalk討論區，以火星文及粗口指事件與其他人無關。而該討論區有網民指替其當事人母親心疼，就被當事人以「收皮」及多個粗口作回應。
有高登討論區及多個巴士迷討論區網民估計，片段中巴士應是一輛行走九龍巴士N293線通宵路線的丹尼士巨龍（Dennis Dragon）空調巴士，因車上司機位旁掛有只有通宵巴士才掛的分段收費通告。而網民懷疑事件涉及有巴士司機，容許該名巴士迷私下無牌駕駛巴士。亦有網民透露該駕車青年為一名巴士迷，住翠林的巴士迷伍X澤（「Bad澤」），在巴士迷界有多年歷史，更有指出背後教導駕車男子是行內人。
事後一名聲稱是「Bad澤」的網民澄清，他並不是短片中偷駕巴士的人。

## 註解
1. 1 2 3 4  明報：青年疑偷揸巴士片段上網 車長指駕駛者沒經驗 促公司關注保安[永久]，2009年6月21日。
2. 1 2  星島日報：青年偷揸大膽巴士竟自拍，2009年6月21日。（網站存檔）
3. ↑  .   [2017-12-16]. （原始内容存档于2021-07-07）.
4. ↑  蘋果日報：青年揸大膽巴士　網上播放 （页面存档备份，存于），2009年6月21日。
5. ↑  蘋果日報：隨時坐監　複製匙放家中已犯法，2011年10月3日。
6. ↑  HKiTalk：[轉貼]香港青少年公然楂大膽巴士並自拍留念 （页面存档备份，存于），2009年6月20日。
7. ↑  HKiTalk：成功爭取將楂大膽巴士自拍留念青年推上新聞! （页面存档备份，存于），2009年6月20日。
8. ↑  香港巴士論壇：轉貼 : 香港青少年公然楂大膽巴士並自拍留念 （页面存档备份，存于），2009年6月20日。
9. ↑  高登討論區：(轉貼)香港青少年公然楂大膽巴士並自拍留念，2009年6月20日。

## 外部連結

### 討論區
- 雅虎香港搜尋：偷巴士渣大膽車的疑人曾於香港討論區開主題講述事發經過 （页面存档备份，存于）(原文已被刪除)
- 高登討論區：(轉貼)香港青少年公然楂大膽巴士並自拍留念，2009年6月20日。
- HKiTalk：成功爭取將楂大膽巴士自拍留念青年推上新聞! （页面存档备份，存于），2009年6月20日。
- 香港巴士論壇：轉貼 : 香港青少年公然楂大膽巴士並自拍留念 （页面存档备份，存于），2009年6月20日。
- 香港討論區：(轉貼) [最新] 香港青少年公然楂大膽巴士並自拍留念

### YouTube影片
- YouTube原本影片片段 （页面存档备份，存于）(已被刪除)
- YouTube備份影片片段(無聲) （页面存档备份，存于）
- YouTube備份影片片段(有聲) （页面存档备份，存于）
- 原影片備份 （页面存档备份，存于）

### 報章報道
- 明報：青年疑偷揸巴士片段上網 車長指駕駛者沒經驗 促公司關注保安[永久]，2009年6月21日。
- 明報：巴士迷時有聽聞 未成年者駕「大膽車」，2009年6月21日。
- 星島日報：青年偷揸大膽巴士竟自拍，2009年6月21日。（網站存檔）
- 東方日報：狂迷偷揸巴士疑內鬼教路 （页面存档备份，存于），2009年6月21日。
- 太陽報：青年旺角深宵揸大膽巴 （页面存档备份，存于），2009年6月21日。
- 蘋果日報：青年揸大膽巴士　網上播放 （页面存档备份，存于），2009年6月21日。